# Facharbeiter für Glastechnik

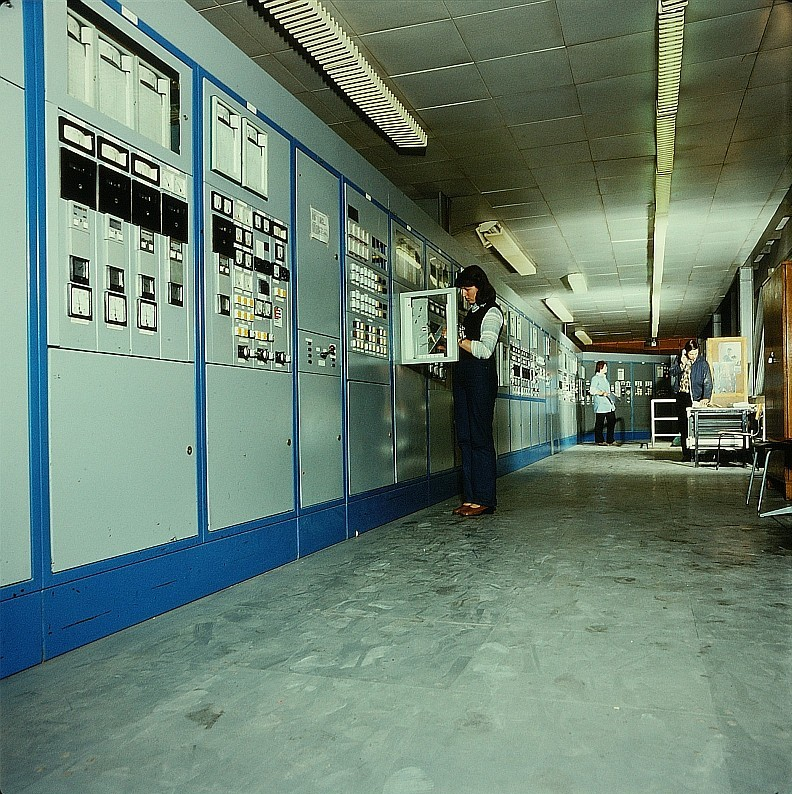
Facharbeiterin für Glastechnik 1980 in Ilmenau

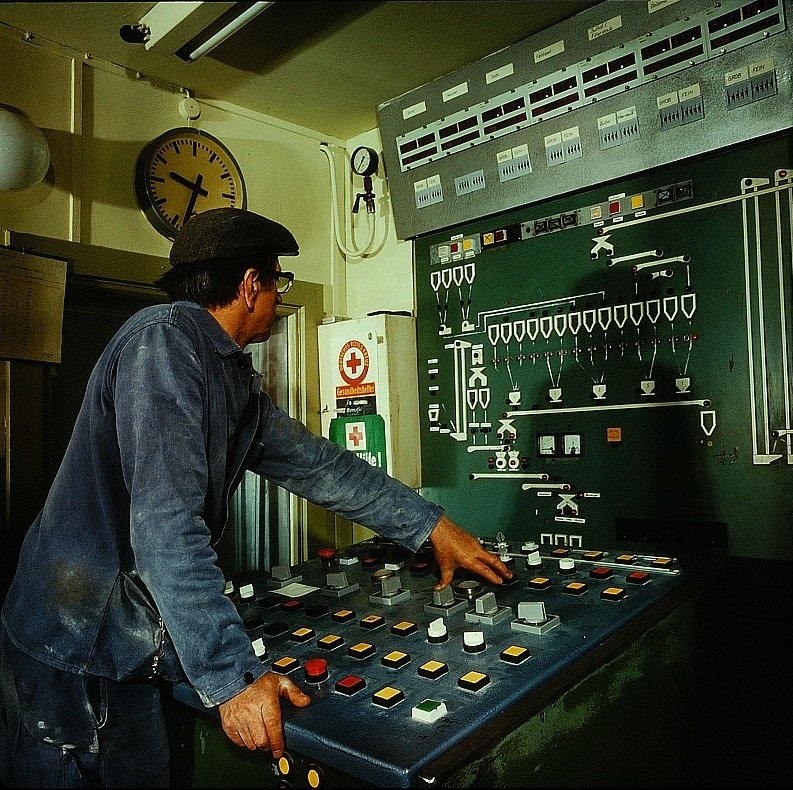
Facharbeiter für Glastechnik 1980 in Torgau

Facharbeiter für Glastechnik war die gültige Ausbildungsbezeichnung für den Facharbeiterberuf mit zweijähriger Ausbildung in der Deutschen Demokratischen Republik (DDR) von 1977 bis 1986.
Ausgebildet wurde für Tätigkeiten in der Glasindustrie. Facharbeiter für Glastechnik fertigten aus Glasmasse 
verschiedene Glaserzeugnisse wie beispielsweise Gläser, Flaschen, Glühlampen, Glasbausteine, Glasfasern, Linsen oder Prismen. Sie bedienten und überwachten sowohl Anlagen zur Schmelzung und Umformung des Rohglases als auch Maschinen zur Veredelung der Endprodukte. 
Facharbeiter für Glastechnik mit der Spezialisierungsrichtung Weiterverarbeitung von Flachglas trennten, schmolzen und schnitten Flachglaserzeugnisse, wie zum Beispiel Fensterglas, Einscheiben- und Mehrscheibensicherheitsglas, Fassadenglas
oder Ornamentglas und formten sie um oder beschichteten sie. Hierzu wurden automatisierten Maschinen eingesetzt, die sie bedienten, steuerten und überwachten. 

## Vergleichbarkeit zur Bundesrepublik Deutschland
Vergleichbare Berufe in der Bundesrepublik Deutschland sind der Flachglasmechaniker, Flachglasveredler (Ausbildungsberuf 1957–1991),  der Industrieglasfertiger (1985 bis 2000), Verfahrensmechaniker Glastechnik.